# St. Michael (Piesport)

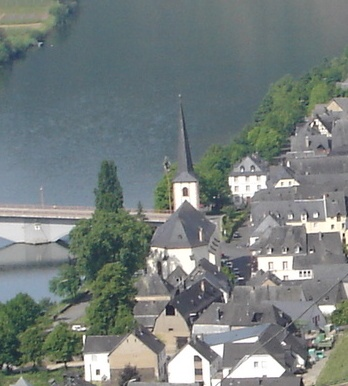
Ortsansicht mit Kirche

Die katholische Pfarrkirche St. Michael ist ein denkmalgeschütztes Kirchengebäude in Piesport im Ortsteil Alt-Piesport (Rheinland-Pfalz).

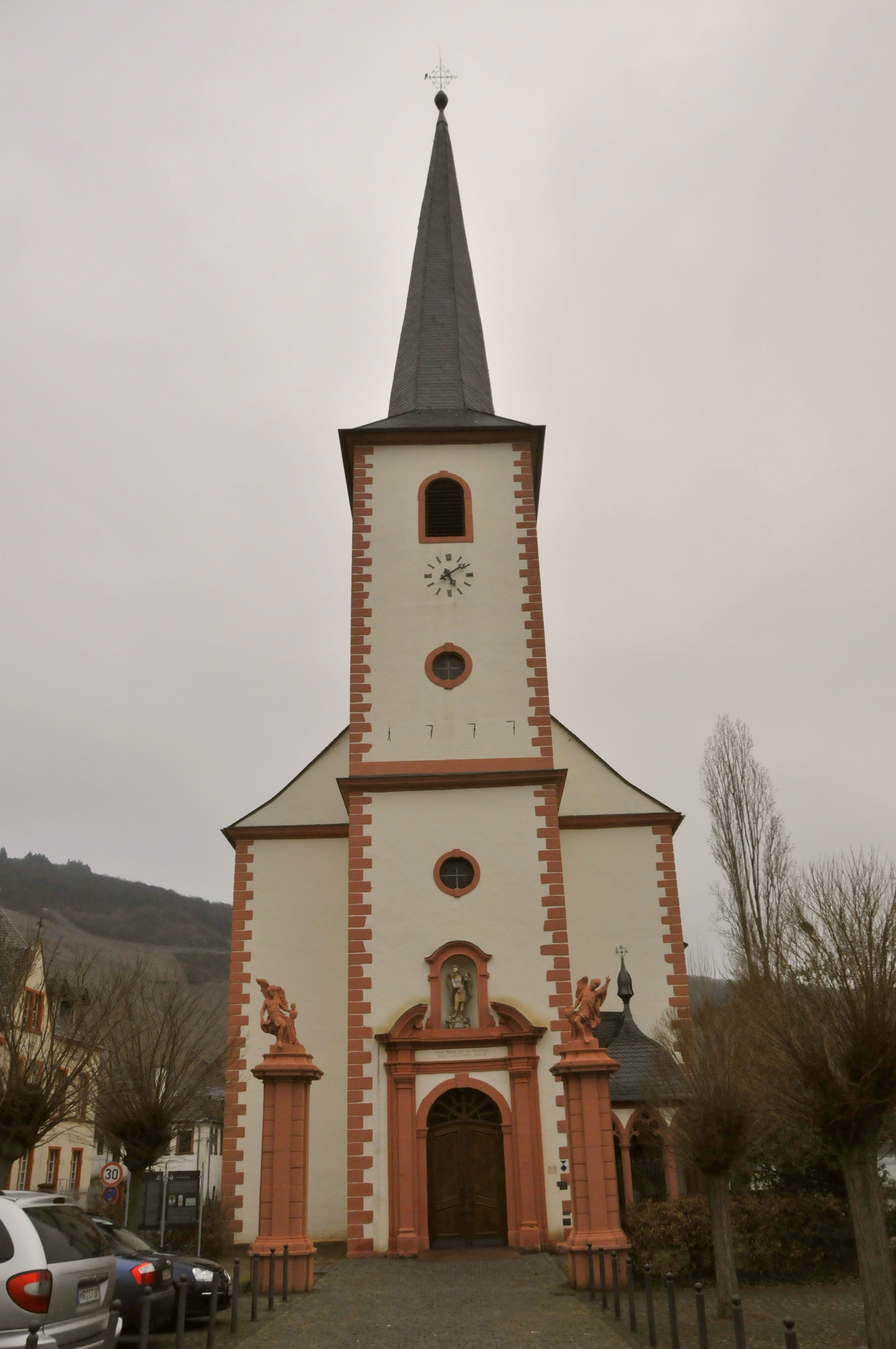
St. Michael

## Vorgänger
Es wird angenommen, dass an der Stelle der ersten Kirche, in einem Berghang am nördlichen, linksseitigen Ufer  ein Heiligtum einer lokalen treverischen Gottheit stand.(Lage→). In christlicher Zeit wurde es durch ein dem hl. Erzengel Michael geweihtes Gotteshaus abgelöst, das erstmals im Jahre 1219 als ecclesie de Pizport und im Jahre  1350 als matrix ecclesia („Mutterkirche“) bezeugt wurde. Allerdings baute man wegen des langen und mühsamen Wegs zum Pfarrort Piesport am Moselufer eine neue Kirche mit dem Patrozinium des hl. Michael, die heutige Pfarrkirche St. Michael. Die alte Bergkirche büßte ihren Rang an die Kirche Zu den 12 Aposteln im Ort ein. Der Name wurde später geändert in den des Pestpatrons Sebastian (heute Sebastianuskapelle beim Pfarrheim). Ein Visitationsprotokoll von 1569 erwähnte sie als Hauptkirche. Im Jahre 1609 wurde in ihr noch getauft und Gottesdienst gehalten. Während einer Pfarrvisitation im Jahre 1775 wurde sie wegen Baufälligkeit interdiziert und beim Bau der neuen Kirche im Ort abgerissen. Eine kleine Kapelle an dieser Stelle, Michelskirch genannt, erinnert noch an diesen Standort.

## Heutige Kirche
Die ländliche Rokokokirche wurde von 1776 bis 1777 unter Leitung des Baumeisters Paul Miller aus Tirol errichtet. Der Bau wurde finanziert von der Pfarrgemeinde (Turm und Sakristei), von der Abtei Mettlach (Kirchenschiff) und vom Domkapitel in Trier (Chor).
Der 52,5 m hohe Turm bildet den westlichen Abschluss der in Ost-West-Richtung errichteten Kirche. Dem Eingangsportal an der Westseite des Turms sind zwei Portalpfeiler von 1780 vorgelagert, die aus Klausen stammen, vermutlich aus dem 1802 aufgelösten Augustinerchorherrenstift. Sie symbolisieren mit ihren Figuren an der Spitze Liebe und Glaube, zwei der drei theologischen Tugenden.

### Gedächtnisstätte

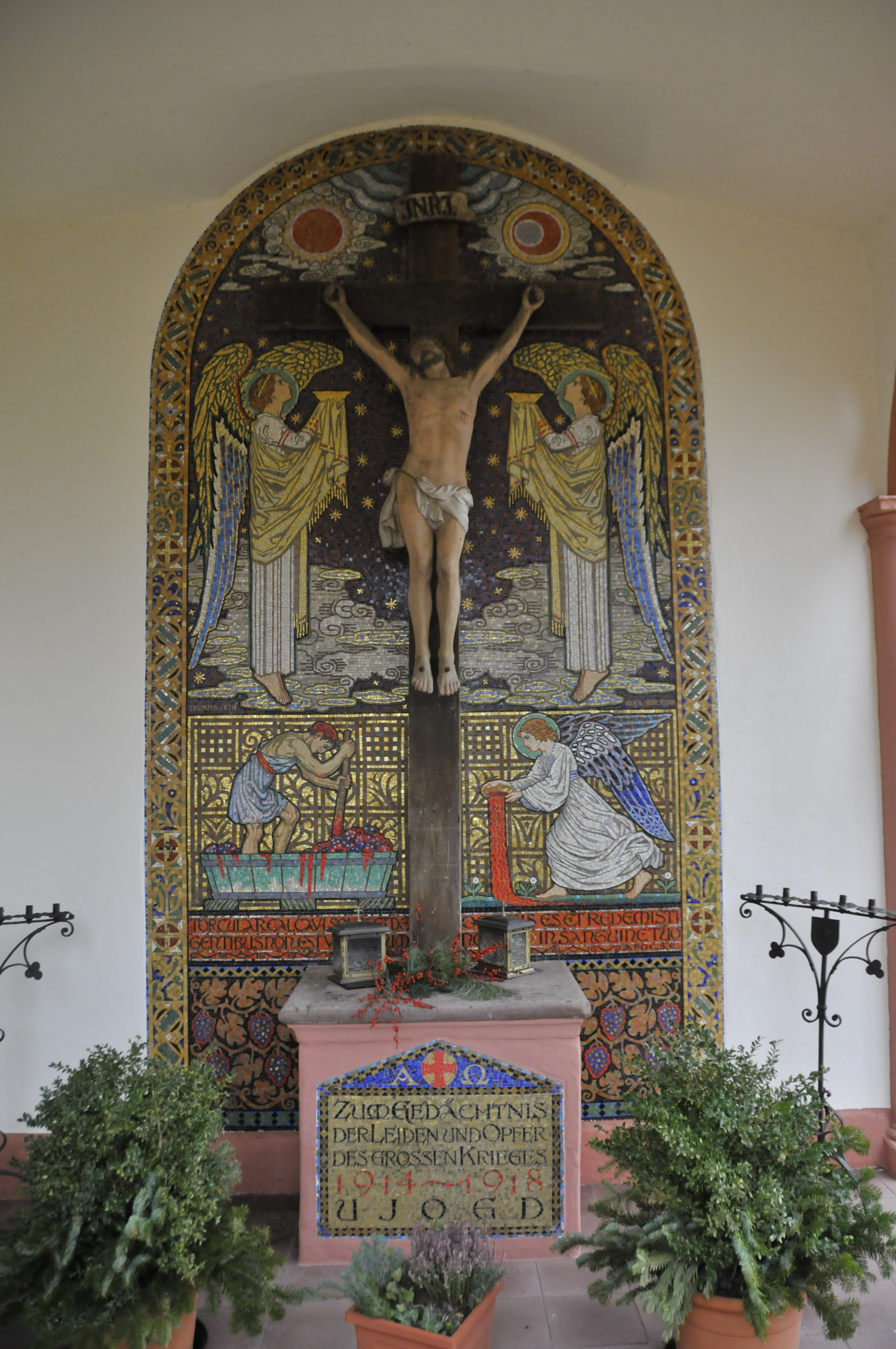
Kruzifix und Mosaik in der offenen Halle

Rechts neben dem Eingang wurde 1850 eine neugotische offene Halle angefügt, die von einem Haubendach bedeckt ist. Sie birgt eine Gedächtnisstätte für die Opfer des Ersten Weltkriegs: Auf einem Podest, dessen Vorderseite die Gedenkschrift aus Mosaiksteinchen trägt, steht ein überlebensgroßes Kruzifix mit dem lendenbeschürzten Gekreuzigten. Die Wand dahinter schmückt ein rundbogiges Mosaik. Es zeigt zwei beflügelte Engel, die Christus huldigen sowie einen Engel zu seinen Füßen, der aus einer Schale Blut gießt. Diesem Engel gegenüber ist eine Figur dargestellt, offensichtlich ein Weinbauer, der in einer Holzwanne Trauben mit den Füßen zertritt und mit einer Keule zerquetscht.

### Hochwassermarken

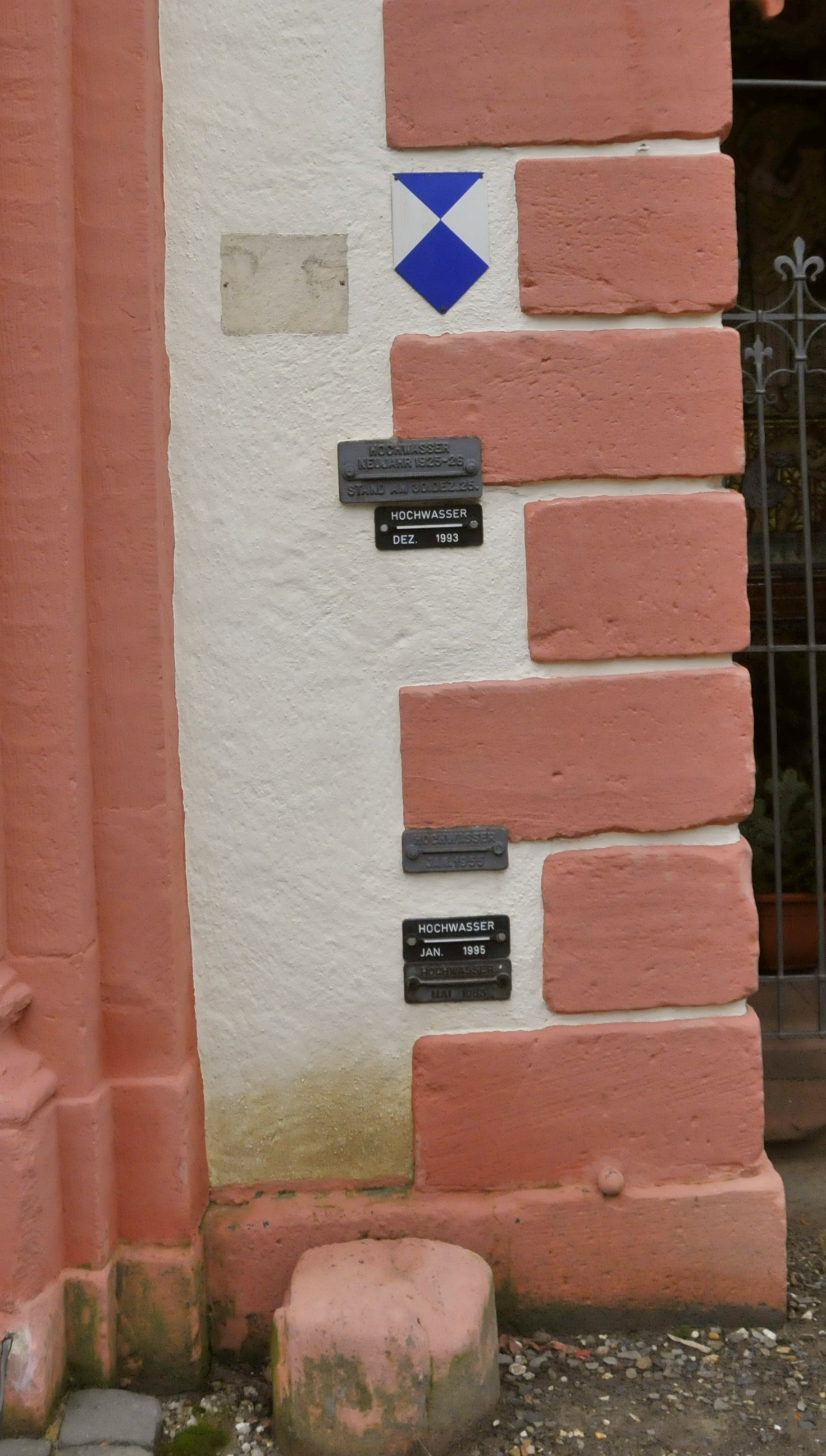
Hochwassermarken

An der Wand neben dem Eingangsportal sind mehrere Hochwassermarken angebracht. Die oberste gleich neben dem blauen Kulturgut-Zeichen fehlt, von ihr zeugt nur noch die leere Stelle. Die höchste noch verbliebene Marke weist als Datum den 30. Dezember [19]25 aus.

### Eingang
Man betritt die Kirche durch ein Turmportal, über dem in einer Nische die Figur des drachentötenden Michael thront. Die Inschrift unter der Figur ist ein Chronogramm und lautet: (Die hier klein geschriebenen Buchstaben sind im Original Majuskeln.)

### Das Innere
Der gewölbte Saalbau mit dreiseitigem Chorschluss ist im Inneren mit einer reichen Rokokoausstattung versehen. Die drei monumentalen Deckengemälde von 1778 werden auch Piesporter Himmel genannt und sind von Johann Peter Weber aus Trier. Über  dem Altarraum wird die Himmelfahrt Mariens mit dem offenen Sarkophag und den zwölf Aposteln dargestellt, in der Mitte der Sturz der Engel durch Erzengel Michael und zum Eingang hin die Missionspredigt des heiligen Franz Xaver vor Indern und Negern, darin unten rechts ein Selbstporträt des Künstlers zu Füßen seiner blau gekleideten Frau. Sie hält ein Schild in der Linken mit der Aufschrift J. P. Weber invenit et pinxit, Paulus Miller Architectus 1778.
J. P. Weber ist auch der Schöpfer des großen Ölgemäldes über dem Hochaltar, das ein Kind mit einem Schutzengel darstellt. Die beiden werden von Maria gesegnet. Links unten ist der Teufel mit seiner abgelegten Maske. Mit einer Fackel versucht er, die Weltkugel in Brand zu setzen. Aus der Erbauungszeit stammen die drei Holzaltäre und die prachtvolle Kanzel. Mitte des 19. Jahrhunderts wurde die Orgelempore eingebaut.
Das Geläut der Kirche ist fünfstimmig und wurde am 25. Januar 2004 eingeweiht. Von Hermann-Josef Schmitt aus der Glockengießerei Glocken- und Kunstguss Hermann Schmitt aus Brockscheid goss die kleinste Glocke in Piesport am 30. August 2003. Die zwei Tonnen schwere Michaelsglocke ist mit der Darstellung eines Möhrenbündels ausgestattet, ein kleiner Hinweis auf den Spitznamen der Piesporter Mortepänz. Die vier früheren Stahlglocken von 1950 läuten heute in der katholischen Wallfahrtskirche in Servanitza, südwestlich von Ternopil (Ukraine).
Die „Piesporter Schatzkammer“ birgt einen elfenbeinernen Kamm und zwei Teile eines Leinentuches, Reliquien, die im Mittelalter der Gottesmutter zugeschrieben wurden.
Zur weiteren Ausstattung der Kirche gehören ein Relief einer Kreuzwegstation und ein Kreuzigungsbildstock aus dem 17./18. Jahrhundert.
Auf der Empore steht eine verändert erhaltene Orgel von H. Koulen & Sohn aus dem Jahr 1902.

## Die Fehde zwischen Pfarrer und Kirchenmaler
Zur Zeit des Kirchenbaus war Johannes Hau der Pfarrer der Kirchgemeinde. Ihm gelang es bereits 1763, die Piesporter davon zu überzeugen, nur noch Rieslingreben zu pflanzen, 24 Jahre vor einer diesbezüglichen Verfügung durch den letzten trierischen Kurfürsten, Clemens Wenzeslaus von Sachsen. Hau verkaufte aus den kirchlichen Weinbergen ausgesuchte Rieslingstecklinge, womit er einen großen Beitrag zur Verbreitung des Rieslings an der Mosel leistete. Der Brunnen von 1983 vor der Michaelskirche erinnert an ihn.
Nicht ungetrübt war wohl sein Verhältnis zum Kirchenmaler Weber. Wegen der schlechten Bezahlung gab es zwischen den beiden Streit. Weber benutzte die Gemälde am Kirchenhimmel, um seine Missachtung  auszudrücken: Im Gemälde des Höllensturzes gab er dem auf dem Rücken liegenden Teufel die Gesichtszüge von Johannes Hau, der mit herausgestreckter pfeilspitzer Zunge als einziger auf den am Hochaltar zelebrierenden Pfarrer schaut. Außerdem sind in den Rissen und Klüften des zerberstenden Gesteins der Hölle die Initialen des Pfarrers JH versteckt. In der Szene der Missionarspredigt nimmt der Künstler, als einziger fast nackt, zusammen mit seiner Frau in einem Selbstporträt deutlichen Abstand zum Missionar am Rande der Gruppe der heidnischen Zuhörer.

## Bedeutende Pfarrer
- 1765–1803: Johannes Hau
- 1834–1870: Philipp Lichter

## Bilder

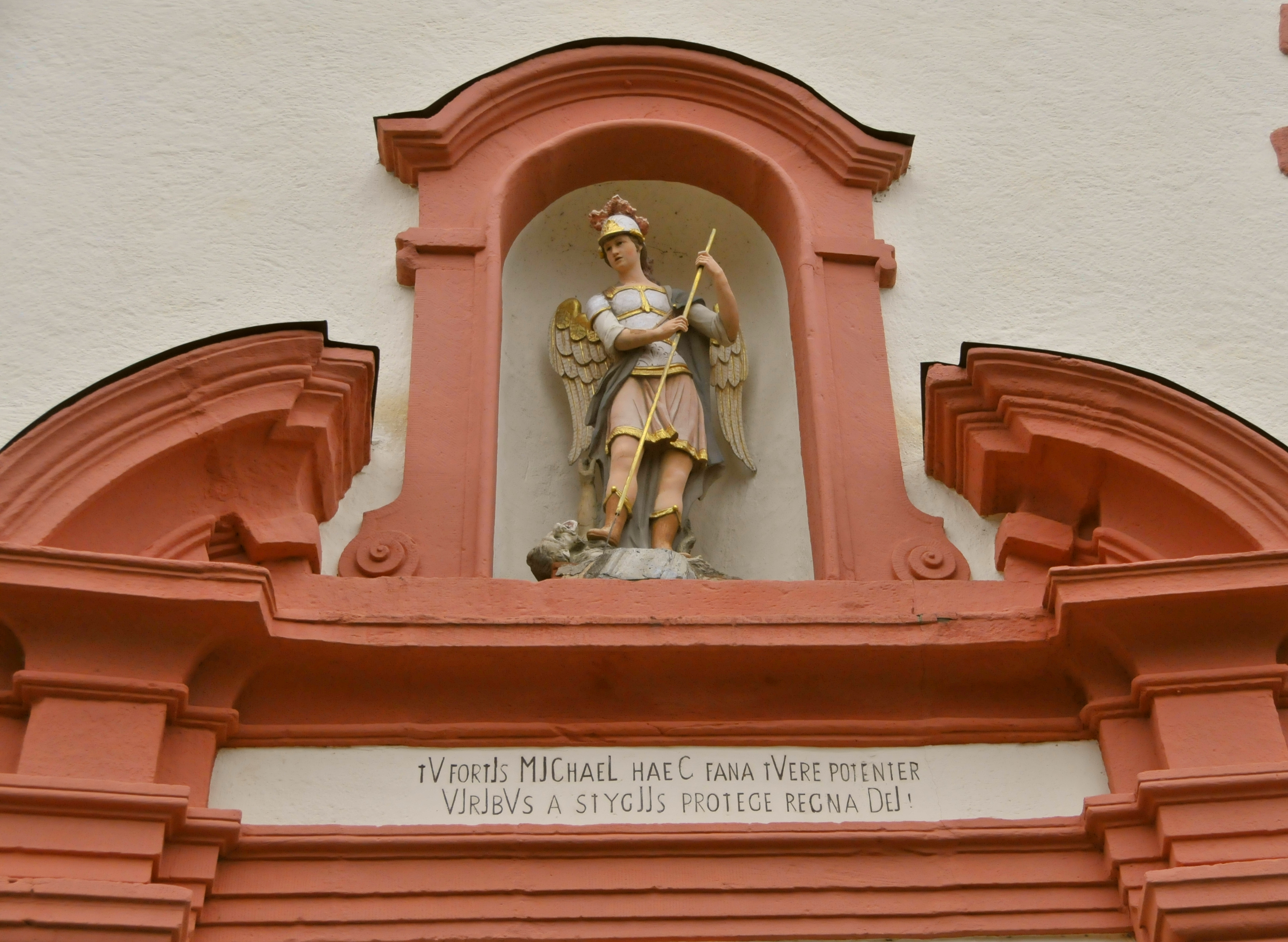
Aufsatz über dem Portal
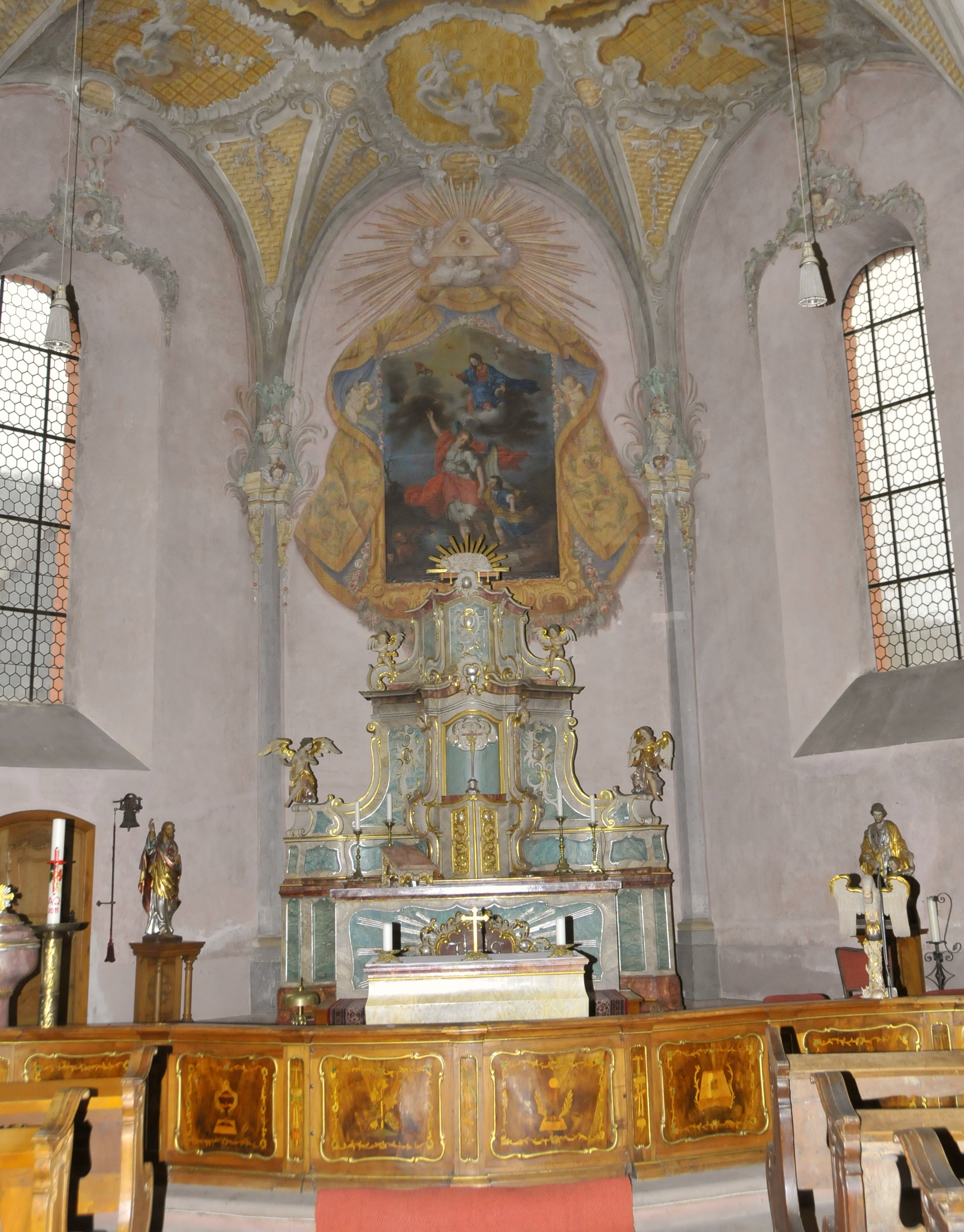
Altarraum
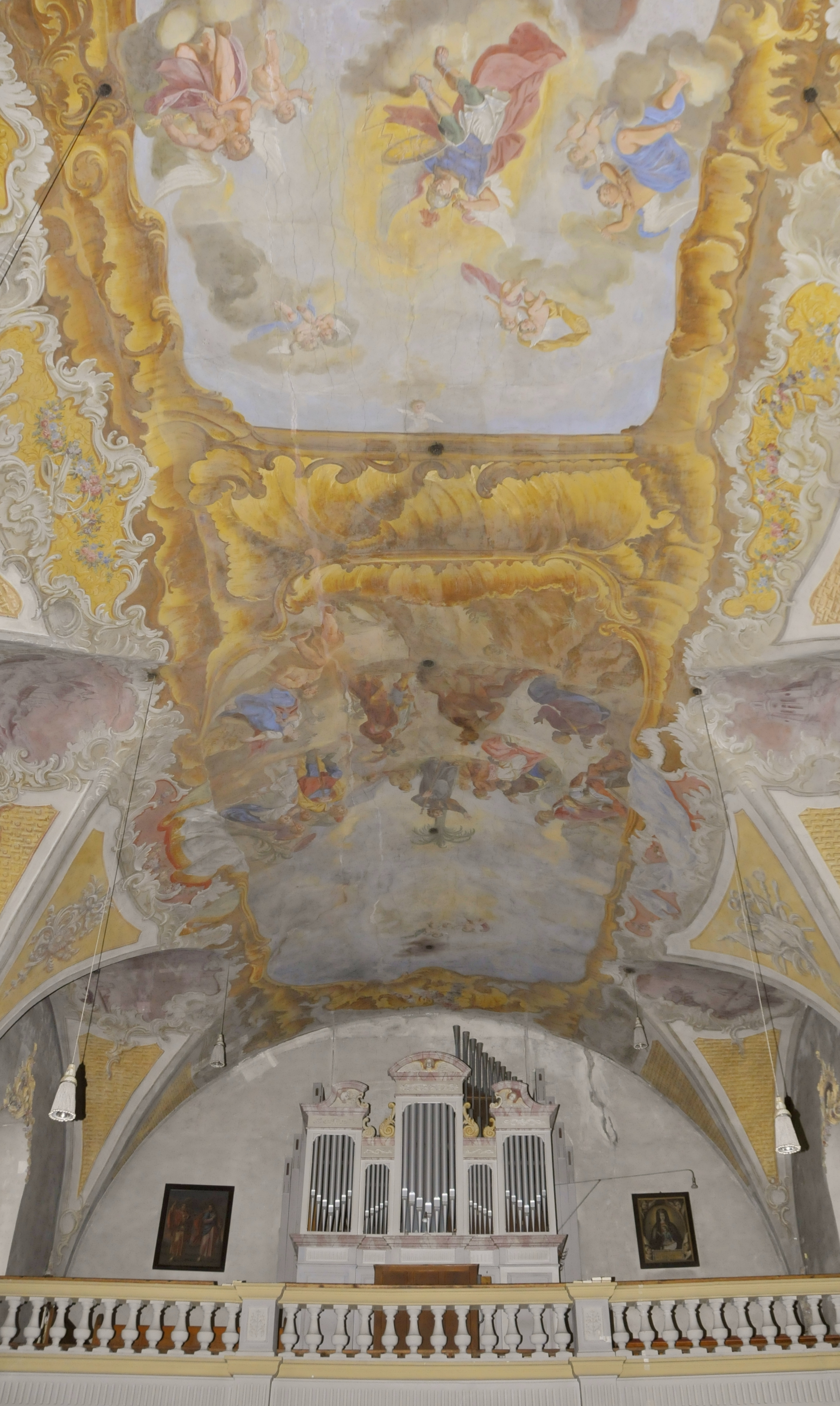
Orgel mit Kirchenhimmel
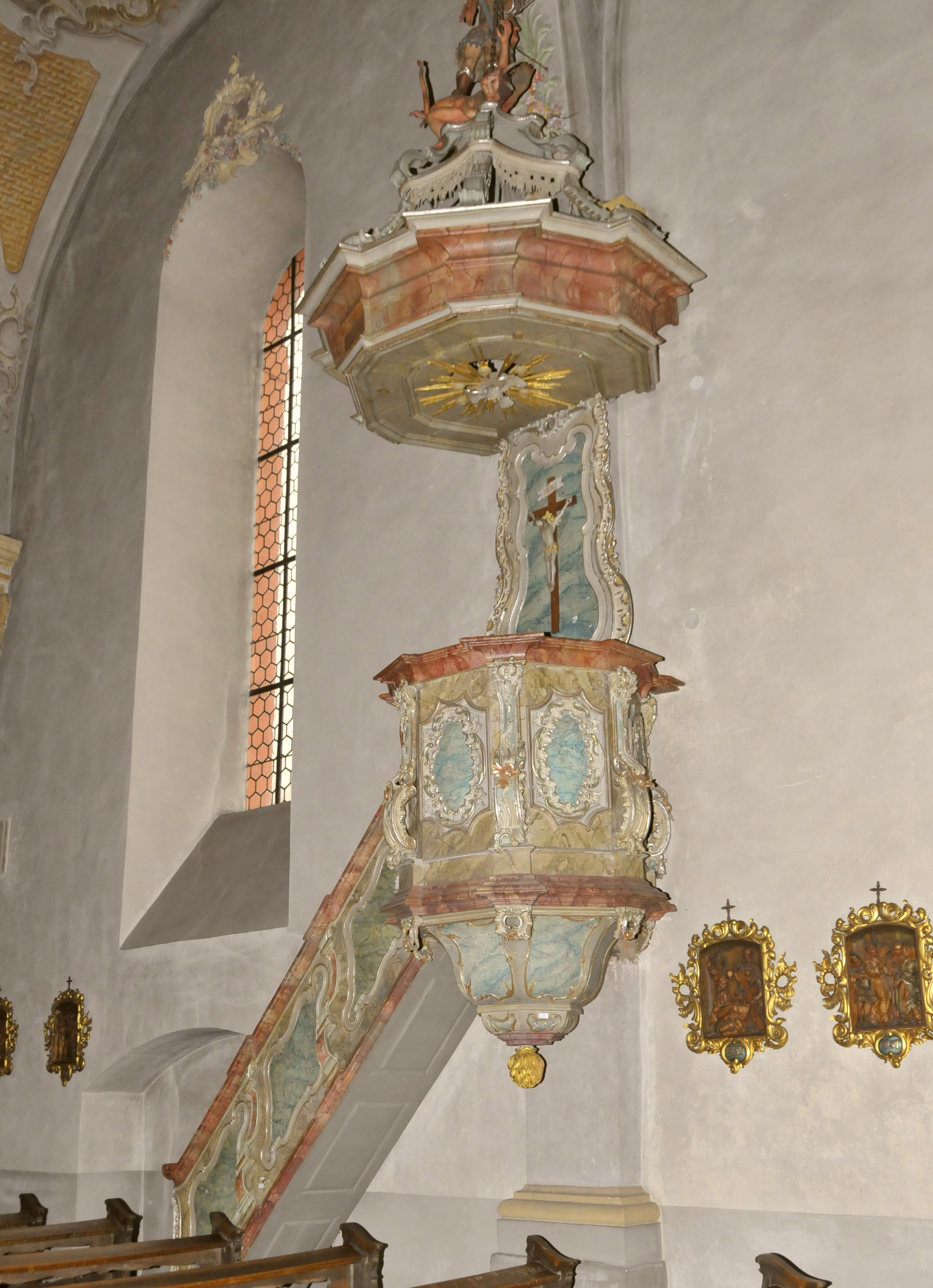
Rokoko-Kanzel
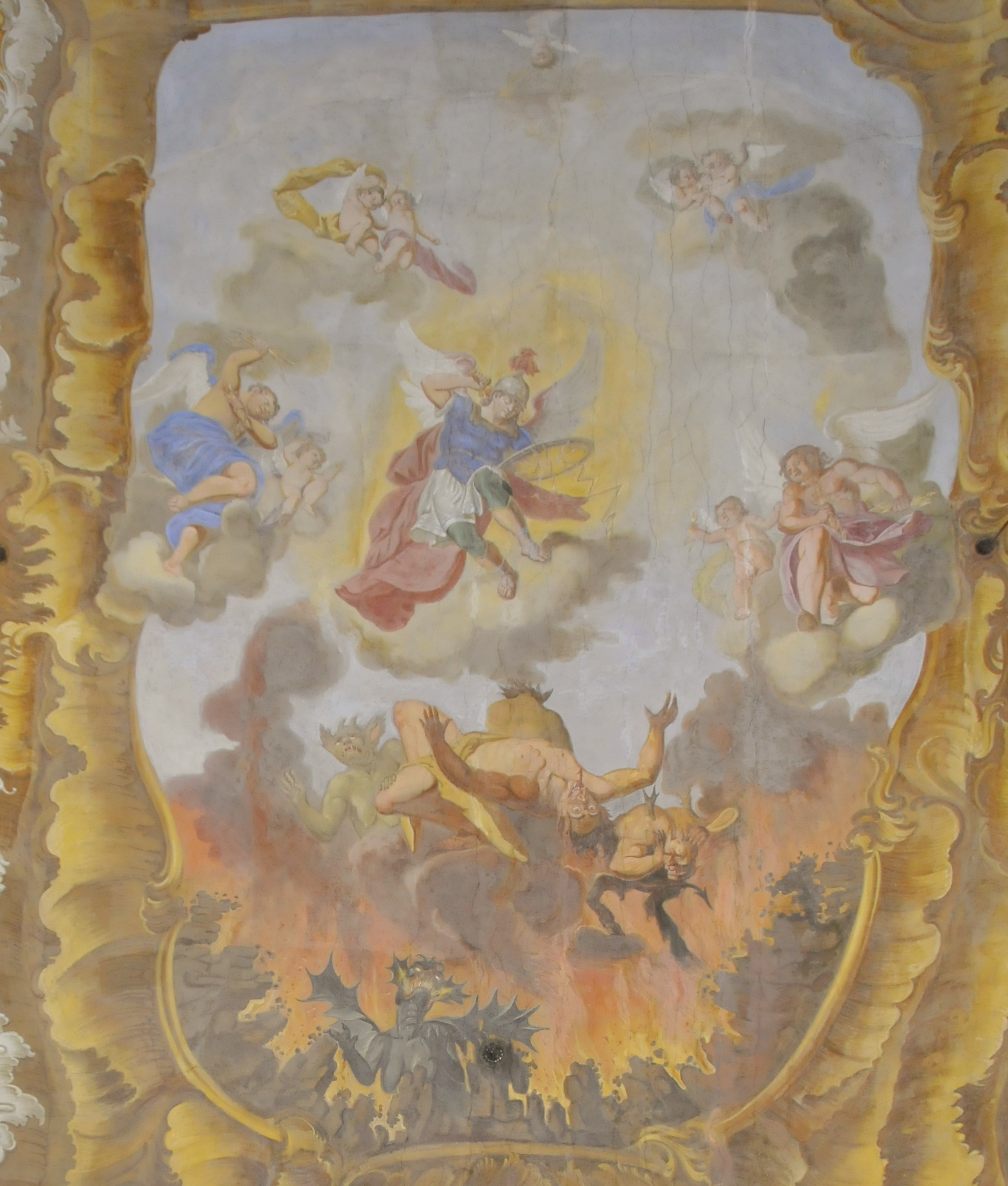
Kirchenhimmel Höllensturz
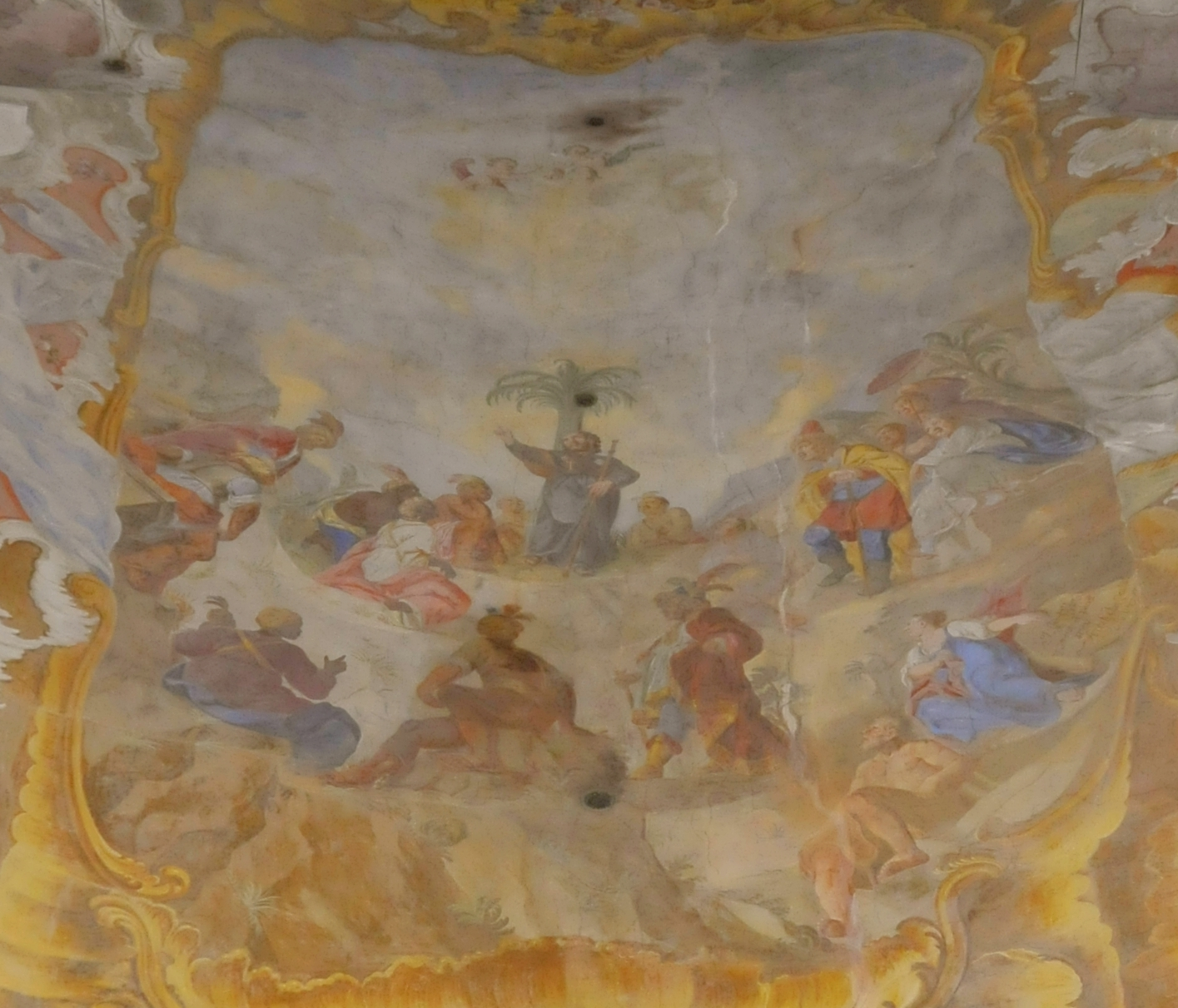
Kirchenhimmel Missionspredigt